# 찰스 D. B. 킹

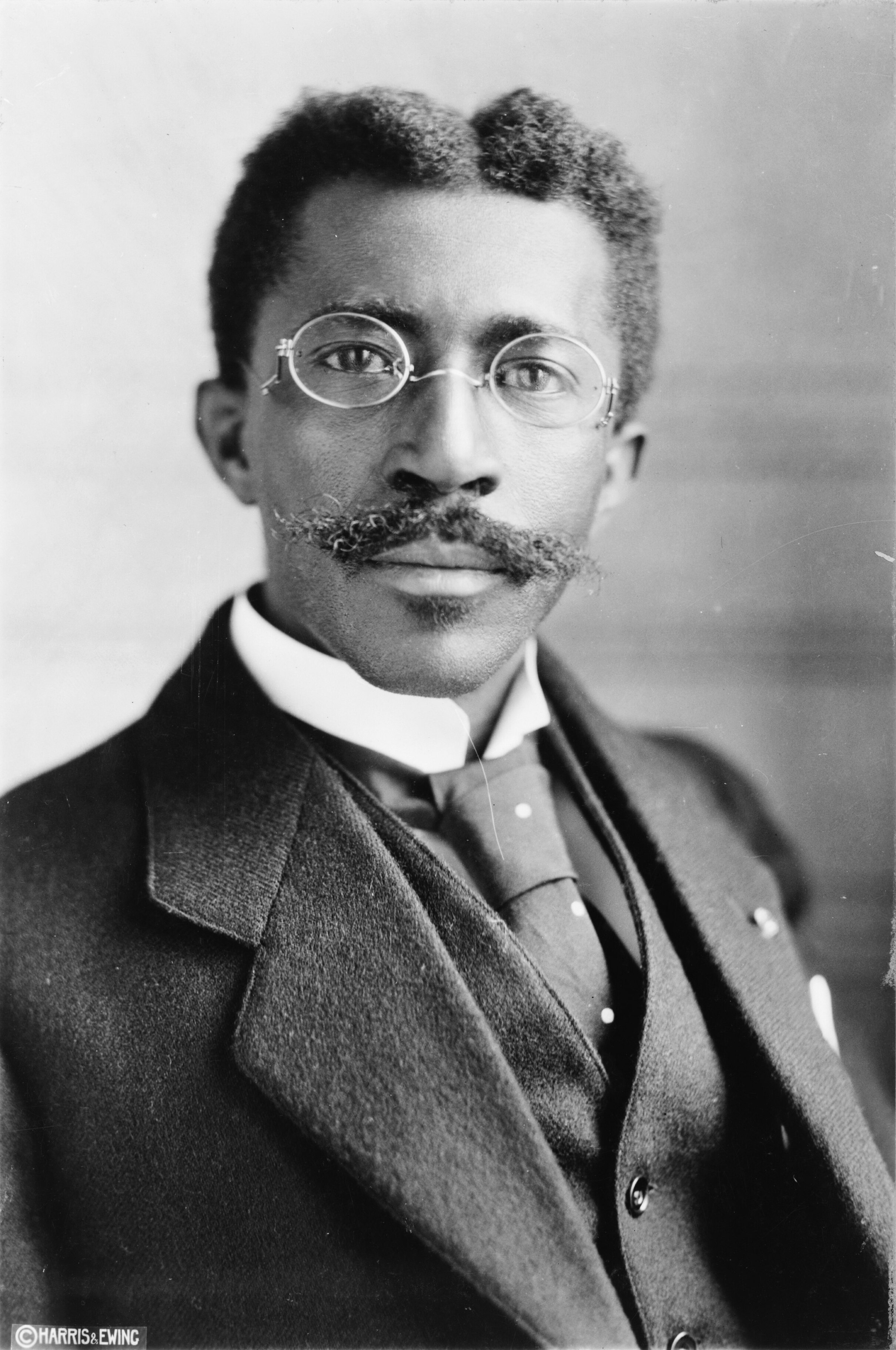
찰스 D. B. 킹

찰스 던바 버지스 킹(Charles Dunbar Burgess King, 1875년 3월 12일 ~ 1961년 9월 4일)은 라이베리아의 정치인으로서 1920년부터 1930년까지 제17대 라이베리아의 대통령직을 역임한 인물이다.
라이베리아의 수도 몬로비아에서 아메리코 라이베리안이자 시에라리온 크리올 가문 출신으로 태어났다. 그는 당시 라이베리아를 통치한 트루 휘그당 소속의 정치인으로 활동하며 1904년에서 1912년까지 법무장관에 있다가 1912년부터 국무장관으로 재임하며 1919년 파리 강화회담에도 제1차 범아프리카 회의를 이끌고 참석하였다. 그는 온건 개혁주의자였으나 트루 휘그당의 유착 정치와 부패한 독재정은 변함이 없었다. 1920년부터 대통령직에 올랐으나 그의 재임 기간은 여러 스캔들로 점철되었다. 공교육을 활성화하여 문맹률을 꾸준히 낮추었으나 그의 경제 정책과 개발 계획은 계속해서 실패하였고 정치적 혼란을 잠재우지 못한 것이 경제난을 심화시켰다.
1927년 대선에서는 유권자 수의 15배나 되는 표를 얻어 승리하는 노골적인 부정선거를 행하였고, 이에 대선 상대이던 토머스 포크너(Thomas Faulkner)가 트루 휘그당의 노예제 운영을 국제사회에 고발하며 스캔들이 시작되었다. 이후 논란이 커져 미국의 허버트 후버 대통령은 국교를 일시 중단했고 국제연맹은 라이베리아 정부의 협조 거부에도 불구하고 영국의 동물학자 커스버트 크리스티(Cuthbert Christy)가 이끄는 조사 위원회를 구성하여 1930년 강제노동 및 노예제 조사 보고서를 완성했다. 보고서는 포크너의 많은 주장이 사실임을 뒷받침했으며, 부통령을 포함한 많은 정부 요인들이 연루되어 있음을 밝혀냈다. 또한 이에 따르면 라이베리아 정부는 토착 원주민을 도로 건설 등에 강제 동원하고 사실상 노예와 같이 이용하는 체제를 묵인하고 있었다.
결국 1930년 킹은 연루된 정부 요인들과 함께 사퇴하였다. 이후 그는 1947년부터 1952년까지 주미 대사로 재임하기도 했다.

## 같이 보기
- 라이베리아의 역사